# What a Wonderful World
"What a Wonderful World" er en sang skrevet af Bob Thiele (som "George Douglas") og George David Weiss. Den blev første gang indspillet af Louis Armstrong og udgivet i 1967 som single. Den toppede poplisten i Det Forenede Kongerige, men klarede sig dårligt i USA, fordi Larry Newton, præsidenten for ABC Records, ikke kunne lide sangen og nægtede at promovere den.
Efter at den blev hørt i filmen Good Morning, Vietnam, blev den genudgivet som single i 1988 og steg til nummer 32 på Billboard Hot 100.  Armstrongs indspilning blev optaget i Grammy Hall of Fame i 1999.

## Komposition og produktion
Thiele producerede nummeret under sit eget navn, men blev som medkomponist oprindeligt krediteret under pseudonymet George Douglas. Hans rigtige navn har optrådt på nummeret fra 1988-udgaven og frem.
En kilde hævder, at sangen først blev tilbudt til Tony Bennett, som gav afslag, selvom Louis Armstrong-biografist Ricky Riccardi bestrider dette. I Graham Nashs bog Off the Record: Songwriters on Songwriting siger George Weiss, at han skrev sangen specifikt til Louis Armstrong, da han var inspireret af Armstrongs evne til at samle mennesker af forskellige racer .
Armstrong spillede på daværende tidspunkt på Tropicana Hotel i Las Vegas, så han valgte at indspille sangen i nærheden i Bill Porters United Recording-studie. Sessionen var planlagt til efter Armstrongs midnatsshow, og kl. to om natten havde musikerne fundet sig til rette og båndet rullede. Arrangøren Artie Butler var til stede med sangskriverne Weiss og Thiele, og Armstrong var i studiet og sang med orkestret. Armstrong havde for nylig skrevet under på en kontrakt med ABC Records, og ABC-præsident Larry Newton dukkede op for at fotografere Armstrong. Newton ville have en swingende popsang som "Hello, Dolly!", et stort hit for Armstrong, da han var hos Kapp Records, så da Newton hørte det langsomme tempo i "What a Wonderful World", forsøgte han at stoppe sessionen. Newton blev fysisk fjernet og låst ude af studiet på grund af sin forstyrrelse, men et andet problem opstod: Godstogsfløjter i nærheden afbrød sessionen to gange, hvilket tvang optagelsen til at starte forfra. Armstrong rystede på hovedet, lo distraktionerne af sig og bevarede roen. Sessionen sluttede omkring kl. seks om morgenen og havde varet længere end ventet. For at være sikker på, at orkestrets medlemmer blev betalt ekstra for deres overarbejde, accepterede Armstrong kun basislønnen på 250 dollars for sit arbejde.

## Udgivelse og modtagelse
Fordi Newton nægtede at promovere sangen, solgte den oprindeligt færre end 1.000 eksemplarer i USA. Nummeret var imidlertid en stor succes i Storbritannien og nåede nummer 1 på UK Singles Chart.
I USA nåede den senere nummer 16 på Billboard Bubbling Under Chart. Det var også den mest solgte single fra 1968 i Storbritannien, hvor den var blandt de sidste popsingler udgivet af HMV, før det blev et eksklusivt 'klassisk musik'-label. Sangen gjorde Armstrong til den ældste mand, der havde toppet UK Singles Chart. (Hans rekord blev slået i 2009, da en genindspilning af "Islands in the Stream" optaget til Comic Relief - som inkluderede den 68-årige Tom Jones - nåede nummer 1.)
ABC Records' europæiske distributør EMI tvang ABC til at udgive et What a Wonderful World-album i 1968 (katalognummer ABCS-650). Albummet kom ikke på hitlisterne i USA, eftersom ABC ikke promoverede det, men gjorde det til gengæld i Storbritannien, hvor det blev udgivet af Stateside Records med katalognummer SSL 10247 og toppede på den britiske hitliste som nummer 37.

## Vedvarende succes
Sangen blev efterhånden en form for standard og nåede et nyt niveau af popularitet. Et afsnit af The Muppet Show produceret i 1977 og udsendt tidligt i 1978 havde en scene med Rowlf the Dog, der sang sangen for en hvalp. I 1978 blev den brugt i de afsluttende passager af BBC radios The Hitchhiker's Guide to the Galaxy, og blev igen benyttet i BBC's tv-tilpasning af serien fra 1981. I 1988 blev Armstrongs indspilning brugt i filmen Good Morning, Vietnam (på trods af at filmen foregår i 1965, to år før sangen blev indspillet) og blev genudgivet som single og nåede nummer 32 på Billboard Hot 100-hitlisten i februar 1988. På den australske hitliste lå den nummer et i fjorten dage indtil den 27. juni 1988. Det er også den afsluttende sang i filmen 12 Monkeys fra 1995 og filmatiseringen af Madeline fra 1998.
Da ABC's tv-sitcom Family Matters havde premiere i 1989, blev Armstrongs version af "What a Wonderful World" brugt som seriens temasang. Efter den femte episode blev den dog erstattet af den originale sang "As Days Go By".
I 2001 udgav rapperne Ghostface Killah, Raekwon og Alchemist sangen "The Forest", der begynder med tre linjers tekst tilpasset fra "What a Wonderful World" til at blive "en invitation til at blive høj" på marihuana. Rapperne og deres pladeselskab, Sony Music Entertainment, blev sagsøgt af Abilene Music, der ejer rettighederne til "What a Wonderful World". Sagen blev droppet efter at dommer Gerard E. Lynch vurderede at den ændrede tekst var en parodi, der forvandlede det opløftende originale budskab til et nyt af en mørkere karakter.
Efter at sangen blev udgivet digitalt, havde Armstrongs indspilning fra 1967 solgt over 2.173.000 downloads i USA per april 2004.

## Hitlisteplaceringer og certificeringer

### Ugentlige placeringer
| Hitliste (1967–68)                               | Højeste placering |
| ------------------------------------------------ | ----------------- |
| Østrig (Ö3 Austria Top 40)                       | 1                 |
| Belgien (Ultratop 50 Flanderen)                  | 6                 |
| Denmark                                          | 2                 |
| Irland (IRMA)                                    | 2                 |
| Norge (VG-lista)                                 | 6                 |
| Schweiz (Schweizer Hitparade)                    | 7                 |
| Storbritannien Singles (Official Charts Company) | 1                 |
| Vesttyskland (Official German Charts)            | 6                 |

| Hitliste (1988)                    | Højeste placering |
| ---------------------------------- | ----------------- |
| Australien (ARIA)                  | 1                 |
| Belgien (VRT Top 30 Flanders)      | 1                 |
| Canada Adult Contemporary (RPM)    | 6                 |
| Canada Top Singles (RPM)           | 10                |
| Holland (Dutch Top 40)             | 2                 |
| Holland (Single Top 100)           | 5                 |
| New Zealand (RIANZ)                | 8                 |
| Polen                              | 22                |
| USA Billboard Hot 100              | 32                |
| USA Adult Contemporary (Billboard) | 7                 |

| Hitliste (1988)                 | Placering |
| ------------------------------- | --------- |
| Australia                       | 8         |
| Canada RPM Top Singles          | 78        |
| US (Joel Whitburn's Pop Annual) | 194       |

### Certificeringer
| Land | Certificering | Salg     |
| --- | ------------- | -------- |
| Danmark (IFPI Danmark)                                                                                   | Guld          | 5.000^   |
| Italien (FIMI)                                                                                           | Platin        | 50.000   |
| Storbritannien (BPI)                                                                                     | Platin        | 600.000  |
| USA (RIAA)                                                                                               | Guld          | 500.000^ |
| ^Forsendelsestal baseret på certificering alene. · Salgstal+streamingtal baseret på certificering alene. |               |          |